# Almen Abdi
Almen Abdi (født 21. oktober 1986 i Prizren, Jugoslavien) er en schweizisk tidligere fodboldspiller (midtbane). Han vandt tre schweiziske mesterskaber hos FC Zürich, og havde ophold hos både Watford i Premier League og Udinese i Serie A.
Abdi spillede seks kampe for Schweiz' landshold i perioden 2008-09. Han debuterede for holdet i en venskabskamp mod Cypern 20. august 2008.

## Titler
Schweizisk mesterskab
- 2006, 2007 og 2009 med FC Zürich

Schweizisk pokal
- 2005 med FC Zürich